# Muscle court fléchisseur des orteils
Le muscle court fléchisseur des orteils (Musculus Flexor digitorum brevis) ou muscle court fléchisseur des doigts de pied ou muscle court fléchisseur plantaire est un muscle du membre inférieur situé dans la région plantaire moyenne du pied. C'est l’homologue du muscle fléchisseur superficiel des doigts du membre supérieur.

## Description
Le muscle court fléchisseur des orteils est un muscle aplati et quadrilatère C’est un muscle intrinsèque de la partie plantaire du pied et c'est le plus superficiel des muscles de la région plantaire moyenne du pied.
Il relie le calcanéus au phalanges moyennes de quatre derniers orteils.

## Origine
Le muscle court fléchisseur des orteils se fixe sur le processus médial de la tubérosité calcanéenne, sur la face profonde de l'aponévrose plantaire et sur les cloisons fibreuses qui le séparent en dedans du muscle abducteur de l'hallux et en dehors du muscle abducteur du petit orteil.

## Trajet
Le muscle court fléchisseur des orteils se dirige vers l'avant en se divisant en quatre tendons au milieu du pied.

## Terminaison
Chacun des quatre tendons  se sépare en deux languettes formant une coulisse  entourant le tendon du muscle long fléchisseur des orteils correspondant et s'insère à la face plantaire de la phalange moyenne des quatre orteils latéraux.
Le rapport entre les différents tendons des fléchisseurs se fait comme pour son équivalent à la main, le tendon du muscle court fléchisseur est un tendon « perforé » par le tendon « perforant » correspondant au muscle long fléchisseur commun des orteils

## Innervation
Le muscle court fléchisseur des orteils est innervé par le nerf plantaire médial.

## Anatomie fonctionnelle
Le muscle court fléchisseur des orteils est fléchisseur de la deuxième phalange moyenne sur la proximale et de la proximale sur le métatarse correspondant.

## Galerie

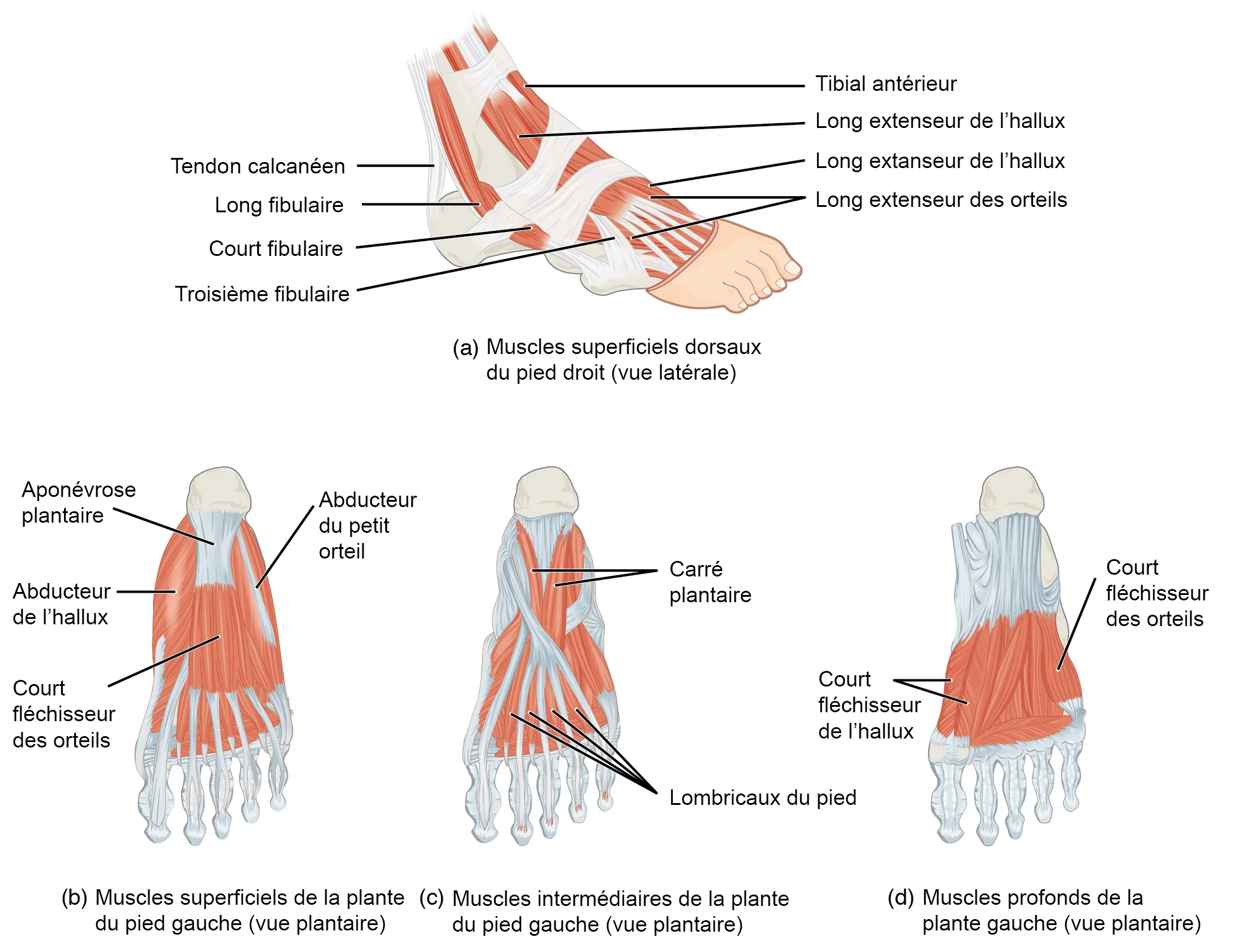
Muscle du pied
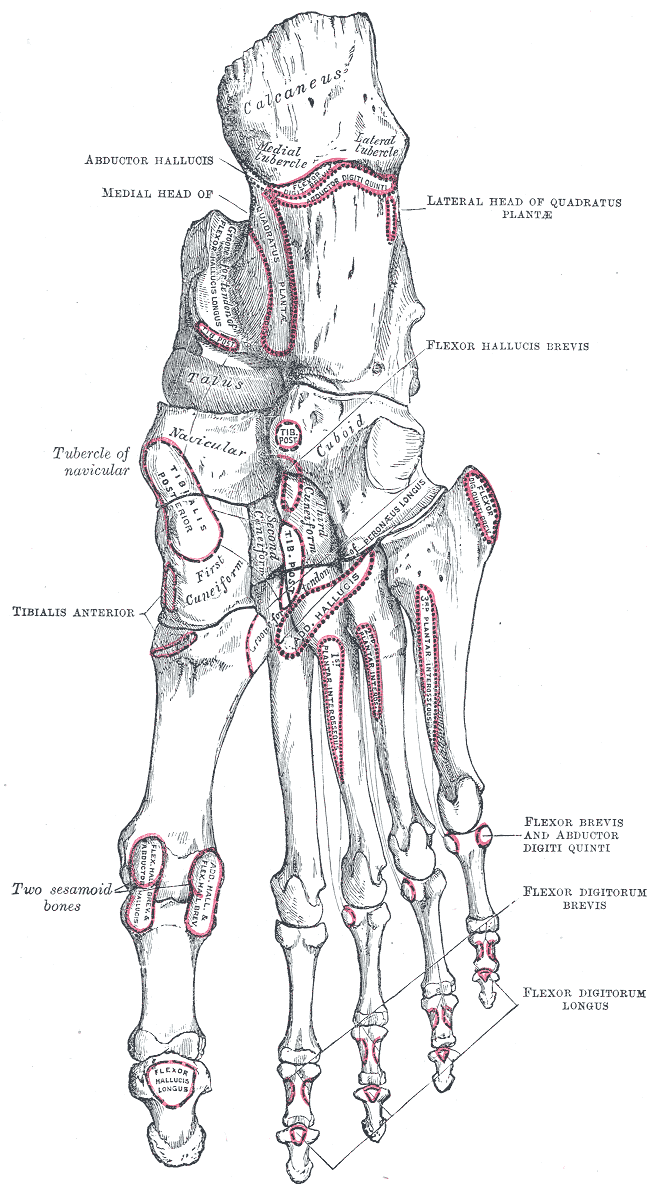
Vue plantaire des os du pied droit
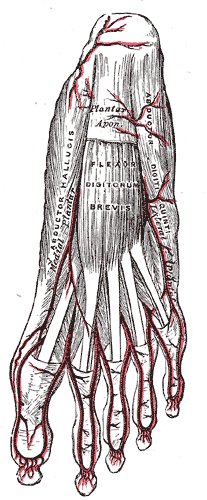
Vascularisation de la face plantaire du pied.
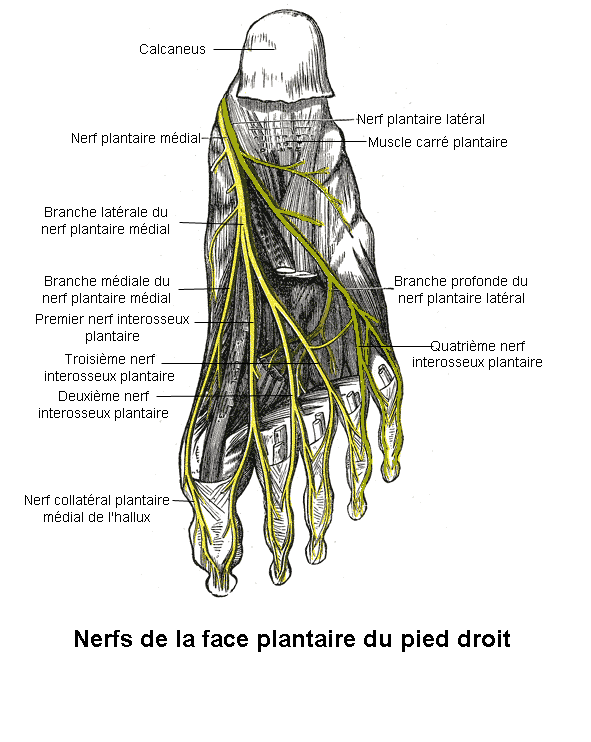
Nerfs de la face plantaire du pied